# Eraniel
Eraniel è una suddivisione dell'India, classificata come town panchayat, di 9.554 abitanti, situata nel distretto di Kanyakumari, nello stato federato del Tamil Nadu. In base al numero di abitanti la città rientra nella classe V (da 5.000 a 9.999 persone).

## Geografia fisica
La città è situata a 8° 11' 60 N e 77° 17' 60 E e ha un'altitudine di 9 m s.l.m..

## Società

### Evoluzione demografica
Al censimento del 2001 la popolazione di Eraniel assommava a 9.554 persone, delle quali 4.734 maschi e 4.820 femmine. I bambini di età inferiore o uguale ai sei anni assommavano a 838, dei quali 422 maschi e 416 femmine. Infine, coloro che erano in grado di saper almeno leggere e scrivere erano 7.829, dei quali 3.989 maschi e 3.840 femmine.